# Ceslaus Maria Schneider
Dieser Artikel wurde in der Qualitätssicherung Religion eingetragen. Hilf mit, die inhaltlichen Mängel dieses Artikels zu beseitigen, und beteilige dich an der Diskussion.
Ceslaus Maria Schneider (Taufname: Richard Florian Alexander) (* 5. Mai 1840 in Brzeg; † 18. März 1908 in Floisdorf) war ein deutscher römisch-katholischer Theologe.

## Leben
Nach dem Abitur in Brieg studierte er Theologie in Breslau. An der Pontificia Università Gregoriana promovierte er am 1864 zum Dr. phil. Im Jahre 1865 trat er in das Noviziat des Dominikanerordens in Santa Sabina all’Aventino ein und erhielt den Ordensnamen Ceslaus. Er wurde 1868 in Köln zum Priester geweiht. In Löwen promovierte er 1870 zum Dr. theol. 1870 wurde er als Lektor der Philosophie und der Theologie approbiert. Nach seinem Ausscheiden aus dem Orden war er als Priester des Erzbistums Köln Vikar in Malmedy. Von 1889 bis 1908 war er Pfarrer von St. Pankratius in Floisdorf.

## Schriften (Auswahl)
- Die Katholische Wahrheit, 12 Bde, Regensburg 1886–1892.
- Das Wissen Gottes nach der Lehre des hl. Thomas von Aquin, 4 Abteilungen, Regensburg 1884–1886
- Das Apostolische Jahrhundert, 2 Bde, Regensburg 1888–1890.